# Election (1999)
Election (englisch für ‚Wahl‘) ist eine US-amerikanische Filmkomödie aus dem Jahr 1999. Die Regie führte Alexander Payne, das Drehbuch schrieben Alexander Payne und Jim Taylor anhand des gleichnamigen Romans von Tom Perrotta. Die Hauptrollen spielten Matthew Broderick und Reese Witherspoon.

## Handlung
Die überaus ehrgeizige Schülerin Tracy Flick wird in einer Schule in Omaha vom Lehrer Jim McAllister unterrichtet. Während Flick die Frage McAllisters nach dem Unterschied zwischen Moral und Ethik beantwortet, werden in Rückblenden einige frühere Ereignisse dargestellt. McAllister, ein mehrfach ausgezeichneter Lehrer, verübelt es Flick, dass sie eine Affäre mit seinem Freund und Kollegen Novotny eingegangen war, der deshalb entlassen wurde. Die Ehe des kinderlosen McAllister befindet sich in einer Krise, da sich seine Frau vergebens ein Kind wünscht.
Flick will für das Amt der Schulsprecherin kandidieren. Da sie keinen Gegenkandidaten hat, überredet McAllister den politisch wenig interessierten, aber sehr populären Schüler Paul Metzler, ebenfalls zu kandidieren. Paul war bis zu einer Sportverletzung ein Sportheld der Schule und stammt überdies aus reicher Familie, was Tracy eifersüchtig macht, die zwar überall engagiert ist, aber keine engen Freunde hat. Pauls Adoptivschwester Tammy ist lesbisch; das Mädchen Lisa, in das Tammy verliebt ist, wird zu Pauls Freundin. Dies bewegt Tammy dazu, aus Eifersucht auch ihre Kandidatur anzumelden.
Als die Kandidaten Reden halten, verspottet Tammy das Schulsystem. Dafür wird sie von den anderen Schülern bejubelt und für drei Tage von der Schule suspendiert, was sie sehr erfreut. Etwas später merkt Tracy, die am Wochenende in der Redaktion der Schulzeitung arbeitet, dass eines ihrer Wahlplakate schief hängt. Als sie es richten will, reißt sie es versehentlich herunter. Wütend zerstört sie auch die Plakate ihrer Wahlgegner. McAllister beschuldigt sie der Tat, aber die nonkonforme Tammy nimmt die Schuld auf sich. Daher wird sie von der Wahl ausgeschlossen.
Unterdessen besucht McAllister häufiger Linda, die Ex-Ehefrau von Novotny, und wird nach einer Weile intim mit ihr. Am Tag vor der Wahl mietet er ein Zimmer in einem Hotel, wo es zu weiteren Liebesstunden kommen soll. McAllister kann die Liebesstunden im Hotel nicht erwarten, er verlässt immer wieder die Schule und seine Schüler, um Sekt und Leckereien für die Zeit der Zweisamkeit einzukaufen. Doch Linda erscheint nicht im Hotel. Auch in ihrem Haus ist sie nicht zu finden, McAllister wird dort von einer Wespe gestochen. Als er nach Hause zurückkehrt, begegnet er seiner Ehefrau und Linda, und stellt fest, dass diese seiner Ehefrau die Affäre gebeichtet hat.
Am Abend beten Tracy Flick, Paul Metzler und Tammy. Tracy betet für den Erfolg bei der Wahl, der, wie sie überzeugt ist, ihr zustehe. Paul betet für Glück für seine unangepasste Schwester, Tammy betet für den Wahlerfolg ihres Bruders.
Für den Wahltag beschriften Tracy und ihre Mutter 480 Cupcakes mit ihrem Wahlkampfslogan und verteilen sie in der Schule. Paul hat moralische Zweifel, ob er für sich selbst stimmen solle, und stimmt daher für Tracy, die mit nur einer Stimme Vorsprung gewinnt. Einer der Schüler in der Wahlkommission gibt Tracy durch ein Fenster einen Wink, Tracy jubelt. Der von seinem privaten Rückschlag übernächtigte und genervte McAllister will bereits die Wahl bestätigen, doch als er die triumphierende Tracy sieht, fälscht er die Ergebnisse. Metzler wird zum neuen Sprecher erklärt.
Etwas später werden zwei Stimmzettel gefunden, die McAllister heimlich in einen Papierkorb geworfen hat. Er kündigt, nachdem der Schulleiter ihm das nahegelegt hat. Über die Geschichte wird in den regionalen Medien berichtet, was McAllisters Ruf in Omaha endgültig ruiniert.
Es wird kurz gezeigt, was die Hauptfiguren später machen. Pauls Freundin verlässt ihn kurz nach der Wahl, er hat aber trotzdem ein spaßiges letztes Highschool-Jahr. Die Eltern von Tammy schicken sie auf eine katholische Schule, wo sie eine Geliebte findet und viel Verbotenes macht. Tracy geht aufs College, wo sie einsam bleibt. Ihre Off-Stimme erzählt, dass sie in der High School dachte, sie werde auf dem College ehrgeizige Menschen treffen, die ihr ähnlich sind. Man sieht, wie sie in einem Studentenheim aus ihrem Zimmer kommt und ihre Kommilitonen anschreit, die auf dem Flur eine Party veranstalten.
McAllister zieht nach New York City, wo er fortan im American Museum of Natural History als Museumspädagoge arbeitet. Seine Frau reicht die Scheidung ein, aber McAllister findet in New York eine neue Freundin. Seine Off-Stimme erzählt, dass er und die Frau sich viel Zeit lassen wollen, bis sie zu körperlichen Intimitäten übergehen. Zufällig sieht er eines Tages bei einem Besuch in Washington, D.C. Tracy in Begleitung eines Politikers in eine Limousine einsteigen. Zuerst will McAllister sie ansprechen, dann wirft er einen Becher auf das Auto und rennt weg.
Der Film endet damit, dass Jim McAllister im Museum einigen Grundschülern eine Frage stellt und nur eine übereifrige Schülerin die Antwort weiß.

## Kritiken
Election erhielt ein sehr gutes Presseecho, was sich auch in den Auswertungen US-amerikanischer Aggregatoren widerspiegelt. So erfasst Rotten Tomatoes fast ausschließlich wohlwollende Besprechungen und ordnet den Film dementsprechend als „Zertifiziert Frisch“ ein. Metacritic ermittelt aus den vorliegenden Bewertungen „Allgemeines Kritikerlob“.
James Berardinelli verglich den Film auf ReelViews mit den anderen Komödien des Jahres 1999 wie Eine wie keine sowie Ungeküsst und bezeichnete ihn als eine „dringend benötigte frische Brise“. Er beschrieb den Film als „klug“, „witzig“, „messerscharf“ und bescheinigte ihm „solide Darstellungen“ der Schauspieler. Alexander Payne erwarte von den Zuschauern „Reife“, der Film werde eher Erwachsene als Teenager ansprechen.
Roger Ebert lobte in der Chicago Sun-Times vom 30. April 1999 die Darstellung von Reese Witherspoon. Er schrieb, der Film zeige nicht nur eine High School, sondern die in das politische Leben verwickelten Charaktere der Menschen. Ebert verglich den Charakter von Tracy Flick mit Elizabeth Dole, die anscheinend immer wie eine Lösung der Probleme wirke. Sie sei immer gut gekleidet, ein von sich überzeugter Gewinnertyp und gleichzeitig eine Bedrohung für sich selbst und die Umgebung. Ebert lobte die Darstellung von Matthew Broderick, der gleichzeitig von Tracy fasziniert sei, wie auch überzeugt, sie bekämpfen zu müssen.
Paul Clinton schrieb in seiner Kritik auf der Website von Cable News Network vom 22. April 1999, Reese Witherspoon beweise im Film, dass sie zu den vielseitigsten Schauspielerinnen ihrer Generation gehöre. Er verglich die Präzision ihrer Darstellung mit der sprichwörtlichen Schweizer Uhr. Er schrieb, der Film sei nur oberflächlich ein Film über eine High School, in der Wirklichkeit sei dies ein Film über den menschlichen Ehrgeiz und den Selbstbetrug auf dem Weg zum Erfolg. Clinton verglich den Film mit der sozialkritischen Komödie Baby Business von Alexander Payne aus dem Jahr 1996, die mit einigen Preisen ausgezeichnet wurde.
Desson Howe schrieb in The Washington Post vom 7. Mai 1999, der Film sei eine Satire auf den Amerikanischen Traum oder darauf, wie Tracy diesen Traum wahrnimmt. Er schrieb, McAllister sehe sie bereits seit der ersten Szene, in der Flick den Unterschied zwischen der Moral und der Ethik sieht, als eine Verkörperung des Teufels an. Howe überlegte, ob Flick in diesem Augenblick daran glaube, was sie sagt. Die Darstellung von Reese Witherspoon bezeichnete er als „überzeugend“. Er schrieb außerdem, Alexander Payne finde „perfektes Gleichgewicht“ („perfect fulcrum“) zwischen dem Humor und der Tragik sowie zwischen der Schwarzen Komödie und der Schärfe. Die Augenblicke der Schwäche und der moralischen Skrupel verliehen den Charakteren Tiefe.
Dennis Lim schrieb in The Village Voice vom 21. – 27. April 1999, der Film sei weniger anspruchsvoll als der frühere Film Baby Business von Alexander Payne. Er schrieb, die Romanvorlage sei in der Form einer Serie der in der ersten Person erzählten Berichte gehalten, was Payne im Film weitgehend übernehme. Payne habe lediglich den Ort der Handlung von New Jersey nach Omaha verlegt. Die von Tom Perrotta gewählte Anzahl von drei Kandidaten sollte der Anzahl der Kandidaten in der US-Präsidentschaftswahl des Jahres 1992 entsprechen. Die Charaktere empfand Lim als „einheitlich unsympathisch“, weswegen der Film die Zuschauer nicht anspreche.

„Eine Campus-Komödie, die ihren Reiz aus dem Gegensatz zwischen den Bildern und den Off-Kommentaren der Protagonisten erhält, durch den sich ihre Lebenslügen offenbaren. Ein Film voller Ironie, der seinen Charakteren jedoch nie die Sympathie verweigert und mit einer hervorragenden Hauptdarstellerin aufwarten kann.“

## Auszeichnungen
Reese Witherspoon wurde im Jahr 1999 für den Filmpreis Teen Choice Award nominiert, im Jahr 2000 wurde sie für die Preise Golden Globe, Independent Spirit Award, American Comedy Award, Chicago Film Critics Association Award, Las Vegas Film Critics Society Award und Golden Satellite Award nominiert. Sie gewann 2000 den Kansas City Film Critics Circle Award, den National Society of Film Critics Awards und den Online Film Critics Society Award.
Die Drehbuchautoren wurden im Jahr 2000 für einen Oscar und für den Las Vegas Film Critics Society Award nominiert; sie gewannen im Jahr 1999 den New York Film Critics Circle Award und den San Diego Film Critics Society Award sowie im Jahr 2000 den Writers Guild of America Award, den Southeastern Film Critics Association Award und den Florida Film Critics Circle Award.
Der Regisseur, die Drehbuchautoren und einige Darsteller kleiner Rollen (Albert Berger, Ron Yerxa, David Gale, Keith Samples) gewannen im Jahr 2000 den Independent Spirit Award, für den Jessica Campbell nominiert wurde. Alexander Payne gewann im Jahr 1999 als Regisseur einen Preis der spanischen Semana Internacional de Cine de Valladolid und wurde für einen weiteren Preis dieses Festivals nominiert. Als Drehbuchautor gewann er 2000 den Online Film Critics Society Award. Jessica Campbell wurde 1999 für den YoungStar Award nominiert.
Der Film gewann im Jahr 1999 den Casting Society of America Award. Er wurde im Jahr 2000 als Beste Komödie für den Golden Satellite Award nominiert, ebenfalls im Jahr 2000 erfolgte die Nominierung für einen GLAAD Media Award. Im Wettbewerb um den Southeastern Film Critics Association Award in der Kategorie Bester Film belegte die Komödie im Jahr 2000 den dritten Platz. Kevin Tent wurde im Jahr 2000 für den American Cinema Editors Award nominiert.

## Hintergründe

### Bedeutung und Interpretation
Der Film wird in den USA häufig als ein Kultfilm bezeichnet. In einigen Kritiken werden zwei bedeutende ethische Themen benannt, die im Film angesprochen werden. Ihre Thematisierung erfolgt bereits am Anfang des Films, als Tracy in der Schulklasse eine Frage von McAllister beantwortet, wobei ihre rezitierte Antwort einstudiert wirkt. Diese Themen sind:

#### Moral versus Ethik
Nach der Kritikermeinung geht McAllister vom ethischen Absolutismus zum Relativismus über. Ebenfalls betont Tracy am Filmanfang den Wert der harten Arbeit, am Filmende wird angedeutet, sie habe ihre Position im Stab eines Politikers durch sexuelle Gefälligkeiten erreicht.

#### Der Zweck heiligt die Mittel
Nach der Meinung einiger Kritiker sehe McAllister in Tracy Flick das Böse, das mit allen Mitteln bekämpft werden müsse. Einige Kritiker interpretieren den misslungenen Versuch der Wahlfälschung als eine Kritik dieser Philosophie.

### Sonstiges
Die im Film dargestellte fiktive Schule wurde nach dem Botaniker George Washington Carver benannt. Die Dreharbeiten fanden in der Papillion La Vista Senior High School in Papillion, Nebraska statt. In dieser Zeit wurde in den meisten Räumen der Schule normal unterrichtet, die authentischen Geräusche des Lehrbetriebs sind im Film zu hören. Der Regisseur fragte zuvor die Leitung der Millard North High School in Omaha, Nebraska, um die Drehgenehmigung. Diese wurde verweigert, weil die Schulleitung das Drehbuch zu obszön fand.